# 5272 Dickinson
5272 Dickinson este un asteroid din centura principală, descoperit pe 30 august 1981, de Edward Bowell.